# Sicyos baderoa
Sicyos baderoa är en gurkväxtart som beskrevs av William Jackson Hooker och Arn. Sicyos baderoa ingår i släktet hårgurkor, och familjen gurkväxter. Utöver nominatformen finns också underarten S. b. ambrosianus.